# U4-es metróvonal (Berlin)
A berlini U4-es metróvonal (eredeti német nevén U-Bahnlinie 4, vagy Linie U4) a berlini metróhálózat második legrövidebb tagja, hossza 2,9 km. 

## Története
Az 1903-ban még független Schöneberg városban a tömegközlekedés javítása érdekében földalatti vonal létesítését tűzték ki célul. A Berliner Hochbahngesellschaft-tal folytatott tárgyalások azonban sikertelenek voltak. A tárgyalások azért nem vezettek eredményre, hiszen a rövid vonalszakasz veszteséggel kecsegtetett. Ennek következtében Schöneberg város megterveztette az első önkormányzati U-Bahn-t Németországban. A pályát kéregvasútként tervezték meg a Berlini Magas- és Földalatti Vasút (Berliner Hoch- und Untergrundbahn) Nollendorfplatz állomásától a Schöneberg déli részén futó Hauptstraßéig. A Weißensee-ig történő északi meghosszabbítás akkoriban elképzelhetőnek tűnt. Ezek után tervezték meg az állomásokat: a Nollendorfplatz-ot (önálló föld alatti állomás a Motzstraßén a meglévő U-Bahn állomás előtt), a Viktoria-Luise-Platz-ot, a Bayerischer Platz-ot, az akkor Stadtpark-nak (ma: Rathaus Schöneberg - Schöneberg, Városháza) nevetett, és az akkor Hauptstraßé-nak nevezett (ma: Innsbrucker Platz) állomásokat. A Hauptsraße (Innsbrucker Platz)-tól délre került elhelyezésre a kocsiszín.
Schöneberg város a vonalat 1908 decemberében kezdte el építtetni . Az építkezés nem sokáig tartott; 1910. december 1-jén állt a vonal üzembe. Bár Schöneberg város építtette, később átadta tulajdonjogát a Berliner Hochbahngesellschaft-nak.

## Üzem

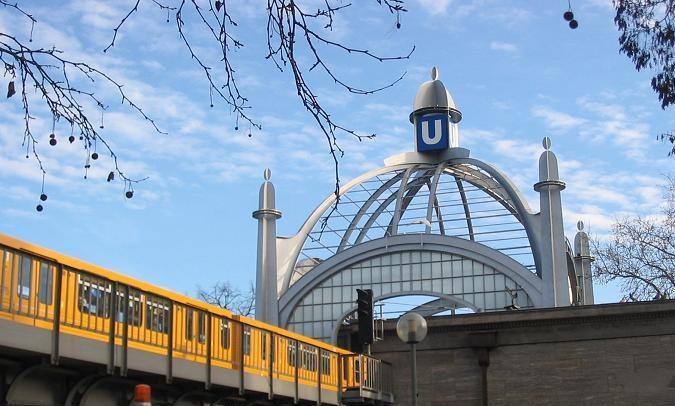
Nollendorfplatz

Átlagos menetideje csúcsidőben 5 perc, napközben 10 perc, kora reggel és késő este pedig 15-20 perc. Éjszakai üzem nincs a vonalon.
| U4                     | Első                               | Utolsó |
| ---------------------- | ---------------------------------- | ------ |
| Innsbrucker Platz felé | 04:17 (Hétköznap) 05:25 (Hétvégén) | 00:25  |
| Nollendorfplatz felé   | 04:27 (Hétköznap) 05:37 (Hétvégén) | 00:42  |

## Útvonal

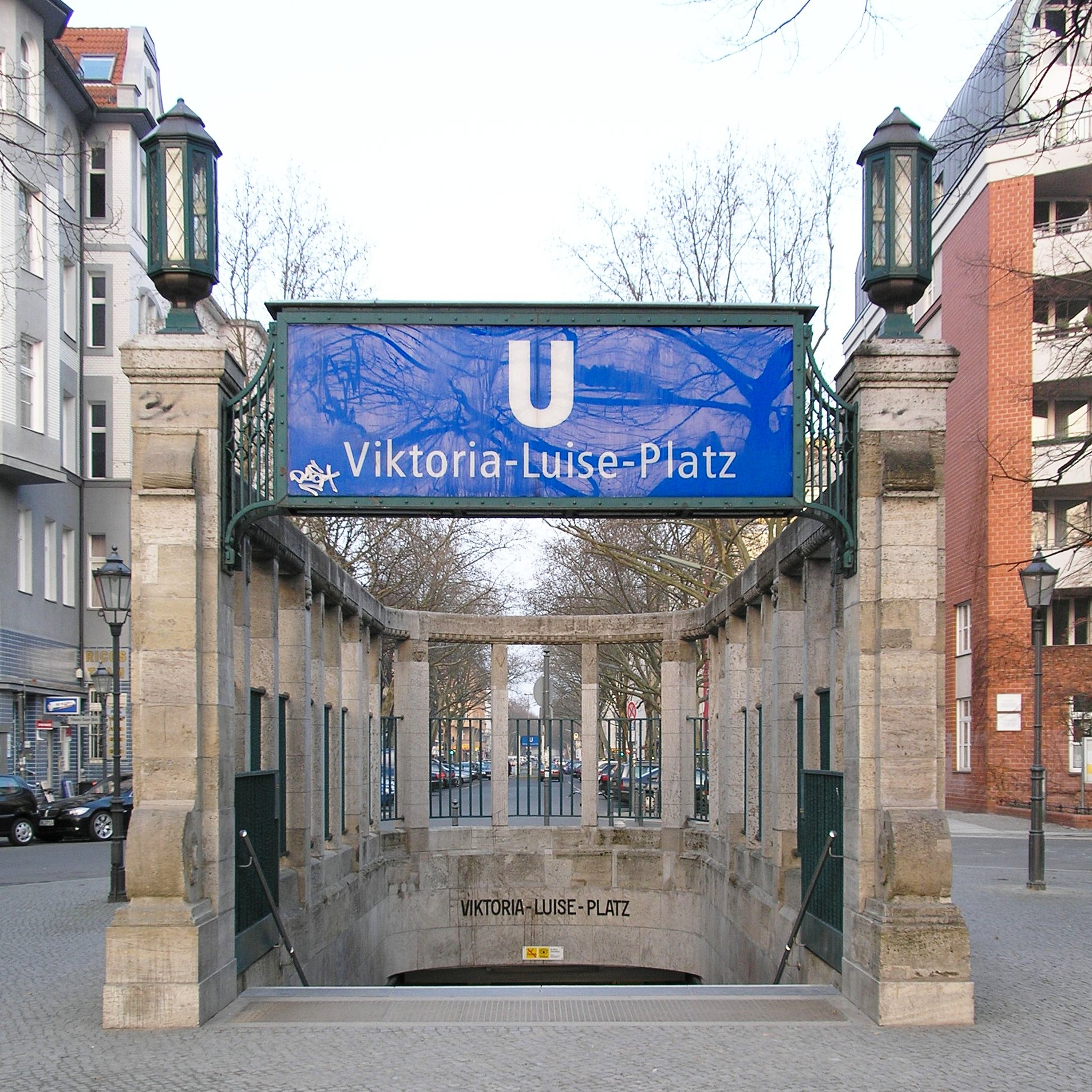
Viktoria-Luise-Platz

| U4 (Nollendorfplatz - Innsbrucker Platz) |                            |
| Állomás                                  | Átszállási kapcsolat(ok)   |
| Nollendorfplatz                          | : M19 : 106, 187; N2, N26  |
| Viktoria-Luise-Platz                     |                            |
| Bayerischer Platz                        |                            |
| Rathaus Schöneberg                       |                            |
| Innsbrucker Platz                        | : M48, M85 : 143, 187, 248 |

## Fordítás
Ez a szócikk részben vagy egészben  az   U-Bahnlinie 4 (Berlin) című német Wikipédia-szócikk fordításán alapul.  Az eredeti cikk szerkesztőit annak laptörténete sorolja fel. Ez a jelzés csupán a megfogalmazás eredetét és a szerzői jogokat jelzi, nem szolgál a cikkben szereplő információk forrásmegjelöléseként.